# Liste der Trinkbrunnen in Sachsen

Wappen von Sachsen

Trinkwassersymbol

Die Liste der Trinkbrunnen in Sachsen enthält die derzeit aktiven öffentlichen Trinkbrunnen/Trinkwasserbrunnen im Freistaat Sachsen. Diese werden von unterschiedlichen Betreibern, z. B. den kommunalen Energieversorgungsunternehmen bzw. Wasserwerken oder den jeweiligen Städten und Gemeinden in Sachsen betrieben.

Als Trinkbrunnen bezeichnet man im öffentlichen Raum aufgestellte Kleinbrunnen, welche die Möglichkeit bieten Einwohner und Touristen mit kostenlosen reinem Trinkwasser zu versorgen. Unterschieden wird zwischen permanent laufenden Trinkbrunnen und jenen, die durch Betätigung auf Knopfdruck Wasser spenden. Nachfolgend werden nur die Trinkbrunnen in Sachsen aufgeführt, die kostenlos Trinkwasser bereitstellen und öffentlich zugänglich sind. Nicht aufgeführt sind mobile Trinkbrunnen oder Wasserspender, die von privaten Betreibern oder nur temporär zu bestimmten Veranstaltungen aufgestellt werden.

Diese Liste erhebt keinen Anspruch auf Vollständigkeit, über eine kostenlose App „Trinkwasser unterwegs“, welche vom Fachverlag Wirtschafts- und Verlagsgesellschaft Gas und Wasser mbH (Bonn) bereitgestellt wird, kann der nächste Trinkbrunnen in Sachsen oder bundesweit gefunden werden.
Derzeit sind 37 öffentliche Trinkwasserbrunnen/-quellen in Sachsen bekannt (Stand: Juni 2022), nicht in dieser Liste enthalten sind:
- 8 Trinkbrunnen im Stadtgebiet Dresden (siehe Liste der Trinkbrunnen in Dresden)
- 9 Trinkbrunnen im Stadtgebiet Leipzig (siehe Liste der Trinkbrunnen in Leipzig)

## Trinkbrunnen in Sachsen
| Bild | Landkreis / Stadt                   | Ort/Standort                                                         | Baujahr | Betriebszeit                     | Betreiber                                                                         | Beschreibung |
| --- | ----------------------------------- | -------------------------------------------------------------------- | ------- | -------------------------------- | --------------------------------------------------------------------------------- | --- |
| Bild gesucht Die Wikipedia wünscht sich an dieser Stelle ein Bild vom hier behandelten Ort. Weitere Infos zum Motiv findest du vielleicht auf der Diskussionsseite . Falls du dabei helfen möchtest, erklärt die Anleitung , wie das geht. BW | LK Sächsische Schweiz-Osterzgebirge | Dorfhain, Am Wasserwerk 2 50,93789° N, 13,56547° O                   | 2006    | 24/7, April-Oktober              | Drewag Stadtwerke Dresden                                                         | eingebunden in den Sachsen-Energie-Erlebnispfad – Station 10 |
| Weitere Bilder | LK Leipzig                          | Bad Lausick, Am Riff 3 51,145139° N, 12,65425° O                     | 2007    | Zugang nur zu den Öffnungszeiten | Bad Lausicker Bauorganisations-, Betriebs- und Kur GmbH Kur- und Freizeitbad RIFF | bei Betätigung, im Foyer des Kur- und Freizeitbades Riff |
| Weitere Bilder | LK Meißen                           | Radebeul, Eduard-Bilz-Platz 51,10794° N, 13,67597° O                 | 2017    | 24/7, Sommerhalbjahr             | Stadt Radebeul                                                                    | Zu Ehren von Eduard Bilz wurde der nach ihm benannte Platz 2017 im Radebeuler Stadtteil Oberlößnitz mit einem Wassertret-Brunnen samt Wasserspiel, einem Trinkbrunnen und der Edelstahlplastik „Nymphe“ umgestaltet. Im Gedenken daran, dass Trinkwasserkuren im bergauf gelegenen Bilz-Sanatorium Bestandteil seiner Heilmethode waren. „Die Natur war mein Leitstern, möge sie auch der Leitstern der Nachwelt sein.“ – Friedrich Eduard Bilz |
| Bild gesucht Die Wikipedia wünscht sich an dieser Stelle ein Bild vom hier behandelten Ort. Weitere Infos zum Motiv findest du vielleicht auf der Diskussionsseite . Falls du dabei helfen möchtest, erklärt die Anleitung , wie das geht. BW | LK Meißen                           | Weinböhla, Bachgasse 51,16299° N, 13,56694° O                        | 2006    | 24/7, April-Oktober              | Gemeinde Weinböhla                                                                | Brunnenanlage aus Sandstein gegenüber Bachgasse 6, gespeist aus dem Trinkwassernetz der Gemeinde, an historischer Stelle der ehemaligen Bachmühle am Gabenreichbach |
| Bild gesucht Die Wikipedia wünscht sich an dieser Stelle ein Bild vom hier behandelten Ort. Weitere Infos zum Motiv findest du vielleicht auf der Diskussionsseite . Falls du dabei helfen möchtest, erklärt die Anleitung , wie das geht. BW | LK Leipzig                          | Markranstädt, Strandbad 51,30963° N, 12,24219° O                     | 2018    | 24/7, Frühjahr-Herbst            | Kommunale Wasserwerke Leipzig                                                     | am Eingang zum Strandbad am Kulkwitzer See, auf Knopfdruck |
| Bild gesucht Die Wikipedia wünscht sich an dieser Stelle ein Bild vom hier behandelten Ort. Weitere Infos zum Motiv findest du vielleicht auf der Diskussionsseite . Falls du dabei helfen möchtest, erklärt die Anleitung , wie das geht. BW | LK Leipzig                          | Markkleeberg, Ecke Rathausstraße/Südstraße 51,27958° N, 12,3736° O   | 2019    | 24/7, Frühjahr-Herbst            | Kommunale Wasserwerke Leipzig                                                     | an der Ecke des sog. Kunstwinkels, auf Knopfdruck |
| Bild gesucht Die Wikipedia wünscht sich an dieser Stelle ein Bild vom hier behandelten Ort. Weitere Infos zum Motiv findest du vielleicht auf der Diskussionsseite . Falls du dabei helfen möchtest, erklärt die Anleitung , wie das geht. BW | Vogtlandkreis                       | Plauen, Postplatz 14 50,49594° N, 12,13571° O                        | 2019    | 24/7 (wenn frostfrei)            | Zweckverband Wasser und Abwasser Vogtland                                         | auf Tastendruck bekommt man eine voreingestellte Menge (0,5 l) zum Abfüllen in eigenes Gefäß |
| Weitere Bilder | LK Nordsachsen                      | Taucha am Markt 51,38078° N, 12,50022° O                             | 2020    | 24/7, Frühjahr-Herbst            | Kommunale Wasserwerke Leipzig                                                     | gegenüber Haus am Markt 2, am Fahrradparkplatz, auf Knopfdruck (Rückseite) |
| Bild gesucht Die Wikipedia wünscht sich an dieser Stelle ein Bild vom hier behandelten Ort. Weitere Infos zum Motiv findest du vielleicht auf der Diskussionsseite . Falls du dabei helfen möchtest, erklärt die Anleitung , wie das geht. BW | LK Nordsachsen                      | Torgau OT Weßnig, Lindenstraße 28 51,51533° N, 13,03889° O           | 2020    | 24/7, Frühjahr-Herbst            | Fernwasserversorgung Elbaue-Ostharz                                               | am Ortsrand von Weßnig, am Elberadweg |
| Weitere Bilder | LK Leipzig                          | Bad Lausick, Bahnhofstraße 51,14397° N, 12,64747° O                  | 2021    | 24/7, Frühjahr-Herbst            |                                                                                   | im Park am Bahnhof (neben Springbrunnen), auf Knopfdruck (Rückseite) |
| Bild gesucht Die Wikipedia wünscht sich an dieser Stelle ein Bild vom hier behandelten Ort. Weitere Infos zum Motiv findest du vielleicht auf der Diskussionsseite . Falls du dabei helfen möchtest, erklärt die Anleitung , wie das geht. BW | LK Mittelsachsen                    | Roßwein, Markt 51,0651° N, 13,18498° O                               | 2021    | 24/7, Frühjahr-Herbst            |                                                                                   | im östlichen Bereich des Roßweiner Marktes |
| Bild gesucht Die Wikipedia wünscht sich an dieser Stelle ein Bild vom hier behandelten Ort. Weitere Infos zum Motiv findest du vielleicht auf der Diskussionsseite . Falls du dabei helfen möchtest, erklärt die Anleitung , wie das geht. BW | LK Leipzig                          | Zwenkau, Ritterstraße/Marktstraße 51,21755° N, 12,32438° O           | 2021    | 24/7, Frühjahr-Herbst            | Kommunale Wasserwerke Leipzig                                                     | gegenüber Zwenkauer Markt, auf Knopfdruck |
| Trinkbrunnen Wendischer Graben | LK Bautzen                          | Bautzen, Wendische Straße/Wendischer Graben 51,18187° N, 14,42784° O | unb.    |                                  | Stadt Bautzen                                                                     | zur Zeit nicht in Betrieb |
| Bild gesucht Die Wikipedia wünscht sich an dieser Stelle ein Bild vom hier behandelten Ort. Weitere Infos zum Motiv findest du vielleicht auf der Diskussionsseite . Falls du dabei helfen möchtest, erklärt die Anleitung , wie das geht. BW | Chemnitz (kreisfreie Stadt)         | Chemnitz, Neumarkt 1 50,83276° N, 12,92002° O                        | unb.    | ab 22. März – Oktober            | Stadt Chemnitz                                                                    | Beschreibung ergänzen |
| Bild gesucht Die Wikipedia wünscht sich an dieser Stelle ein Bild vom hier behandelten Ort. Weitere Infos zum Motiv findest du vielleicht auf der Diskussionsseite . Falls du dabei helfen möchtest, erklärt die Anleitung , wie das geht. BW | Chemnitz (kreisfreie Stadt)         | Chemnitz, Am Roten Turm 50,83445° N, 12,92172° O                     | unb.    | ab 22. März – Oktober            | Stadt Chemnitz                                                                    | Beschreibung ergänzen |
| Bild gesucht Die Wikipedia wünscht sich an dieser Stelle ein Bild vom hier behandelten Ort. Weitere Infos zum Motiv findest du vielleicht auf der Diskussionsseite . Falls du dabei helfen möchtest, erklärt die Anleitung , wie das geht. BW | Chemnitz (kreisfreie Stadt)         | Chemnitz, Park am Wall 50,834514° N, 12,921513° O                    | unb.    | ab 22. März – Oktober            | Stadt Chemnitz                                                                    | Beschreibung ergänzen |
| Bild gesucht Die Wikipedia wünscht sich an dieser Stelle ein Bild vom hier behandelten Ort. Weitere Infos zum Motiv findest du vielleicht auf der Diskussionsseite . Falls du dabei helfen möchtest, erklärt die Anleitung , wie das geht. BW | Chemnitz (kreisfreie Stadt)         | Frischborn-Quelle 50,85016° N, 12,8804° O                            | unb.    | 24/7 (wenn frostfrei)            | Stadt Chemnitz                                                                    | Trinkwasserstelle an der Frischbornquelle im Crimmitschauer Wald |
| Weitere Bilder | LK Mittelsachsen                    | Döbeln, Niedermarkt 51,1215° N, 13,11893° O                          | unb.    | 24/7 (wenn frostfrei)            |                                                                                   | im Nordteil des Niedermarkt, auf Knopfdruck |
| Weitere Bilder | LK Görlitz                          | Zittau, Haberkornplatz 50,89906° N, 14,80526° O                      | unb.    | 24/7 (wenn frostfrei)            | Stadtwerke Zittau                                                                 | direkt am Haberkorndenkmal |
| Bild gesucht Die Wikipedia wünscht sich an dieser Stelle ein Bild vom hier behandelten Ort. Weitere Infos zum Motiv findest du vielleicht auf der Diskussionsseite . Falls du dabei helfen möchtest, erklärt die Anleitung , wie das geht. BW | LK Görlitz                          | Zittau, Markt 50,89612° N, 14,80731° O                               | unb.    |                                  | Stadtwerke Zittau                                                                 | am Zittauer Markt, gegenüber Rathaus |